# Dichiarazione sulla razza (UNESCO 1978)
La Dichiarazione sulla razza è un documento votato all'unanimità e per acclamazione dalla Conferenza Generale dell'UNESCO il 27 novembre 1978.
In tale documento si afferma priva d'ogni fondamento scientifico qualunque dottrina che pretende di attribuire alle differenze di razza differenze attitudinali, intellettuali e psichiche e che attribuisce a incroci tra razze diverse effetti in qualche modo negativi dal punto di vista biologico.